# 細背棘海鯰
細背棘海鯰為輻鰭魚綱鯰形目海鯰科海鯰屬的其中一種，分布西太平洋的印尼海域，體長可達21.1公分，棲息在沿海、河口區，底棲性魚類，屬肉食性。

## 擴展閱讀
維基物種上的相關：細背棘海鯰